# Stefania breweri
Stefania breweri (tên tiếng Anh: Rana Stefania De Brewer) là một loài ếch thuộc họ Hemiphractidae.
Đây là loài đặc hữu của Venezuela.
Môi trường sống tự nhiên của chúng là vùng cây bụi nhiệt đới hoặc cận nhiệt đới vùng đất cao.